# Kabinett Erim II
Das Kabinett Erim II war die 34. Regierung der Türkei, die vom 11. Dezember 1971 bis zum 22. Mai 1972 durch Ministerpräsident Nihat Erim geleitet wurde.
Ab 1970 kam es zu immer heftigeren Auseinandersetzungen zwischen links- und rechtsradikalen Kräften in der Türkei.:92 Nachdem die Regierung die Mehrheit im Parlament verloren hatte und die öffentliche Ordnung und Sicherheit im Land nicht wiederherstellen konnte, verkündete der Generalstabschef am 12. März 1971 ein Memorandum, in dem das Parlament aufgefordert wurde, eine starke und unabhängige Regierung zu organisieren, welche die Anarchie und Gewalt mit demokratischen Mitteln unterbinde und Reformen einleite, sonst würde das Militär die Regierungsgeschäfte übernehmen.  Ministerpräsident Süleyman Demirel trat daraufhin unter Protest zurück.
Staatspräsident Cevdat Sunay beauftragte den Juristen und ehemaligen CHP-Minister Nihat Erim mit der Regierungsbildung. Um als unabhängig zu gelten, trat Erim aus der CHP aus und berief ein Kabinett aus unabhängigen Experten und Mitgliedern der AP und der CHP.:93
Erim ernannte mit dem Weltbank-Ökonom Atilla Karaosmanoğlu und dem CHP-Abgeordneten Sadi Koçaş zwei bekannte Reformer zu stellvertretenden Ministerpräsidenten und nahm weitere Reformer in das Kabinett auf. Doch bestimmt wurde das Kabinett von einer reformunwilligen Mehrheit. Als Erim Anfang Dezember mit Mesut Erez einen Vertrauten von Demirel zum stellvertretenden Ministerpräsidenten ernannte, traten die Reformer in der Regierung zurück und die Regierung zerbrach.:94 Als Gründe führten die reformwilligen Kräfte aber vor allem die Meinungsverschiedenheiten in der Regierung und die Widerstände gegen die Modernisierungsvorschläge an.
Angesichts des Reformstaus drängten einige hohe Offiziere auf die Einsetzung einer Militärregierung, doch die Führung bevorzugte die Neubildung einer zivilen Regierung unter Erim. So wurde Erim erneut mit der Bildung des Kabinetts beauftragt. Im Februar 1972 gelang es der Regierung, Verfassungsänderungen mit breiter Mehrheit durchzusetzen. Um die Aburteilung von „Umstürzlern“ zu erleichtern, wurden die Staatssicherheitsgerichte geschaffen. Aus politischen Gründen Geflüchtete wurden ausgebürgert und die kurdische Opposition unterdrückt. Ende April 1972 gab Erim auf und trat zurück.:95

## Minister
| Titel                                          | Name                | Partei     |
| ---------------------------------------------- | ------------------- | ---------- |
| Ministerpräsident                              | Nihat Erim          | unabhängig |
| Staatsminister                                 |                     |            |
| Ali İhsan Göğüş                                | CGP                 |            |
| Doğan Kitaplı                                  | AP                  |            |
| İlhan Öztrak                                   | unabhängig          |            |
| İlyas Karagöz                                  | AP                  |            |
| Justizminister                                 | Suat Bilge          | unabhängig |
| Verteidigungsminister                          | Ferit Melen         | CGP        |
| Innenminister                                  | Ferit Kubat         | unabhängig |
| Außenminister                                  | Ümit Haluk Bayülken | unabhängig |
| Finanzminister                                 | Sait Naci Elgin     | unabhängig |
| Bildungsminister                               | İsmail Arar         | CHP        |
| Minister für öffentliche Arbeiten              | Mukadder Öztekin    | CHP        |
| Minister für Bau und Siedlungswesen            | Serbülent Bingöl    | unabhängig |
| Minister für Gesundheit und soziale Sicherheit | Cevdet Aykan        | unabhängig |
| Landwirtschaftsminister                        | Orhan Dikmen        | unabhängig |
| Minister für dörfliche Angelegenheiten         | Necmi Sönmez        | unabhängig |
| Forstminister                                  | Selahattin İnal     | unabhängig |
| Minister für Transportwesen                    | Rıfkı Danışman      | AP         |
| Arbeitsminister                                | Ali Rıza Uzuner     | CHP        |
| Handelsminister                                | Naim Talu           | unabhängig |
| Minister für Industrie und Technologie         | Mesut Erez          | AP         |
| Minister für Zölle und Monopole                | Haydar Özalp        | AP         |
| Tourismusminister                              | Erol Yılmaz Akçal   | AP         |
| Minister für Energie und natürliche Ressourcen | Nezih Devres        | unabhängig |
| Minister für Jugend und Sport                  | Adnan Karaküçük     | AP         |